# Greywell
Greywell es una parroquia civil y un pueblo del distrito de Hart, en el condado de Hampshire (Inglaterra).

## Geografía
Según la Oficina Nacional de Estadística británica, Greywell tiene una superficie de 3,45 km².

## Demografía
Según el censo de 2001, Greywell tenía 220 habitantes (47,27% varones, 52,73% mujeres) y una densidad de población de 63,77 hab/km². El 15,91% eran menores de 16 años, el 75,45% tenían entre 16 y 74, y el 8,64% eran mayores de 74. La media de edad era de 44,51 años. Del total de habitantes con 16 o más años, el 21,62% estaban solteros, el 62,7% casados, y el 15,68% divorciados o viudos.
El 87,84% de los habitantes eran originarios del Reino Unido. El resto de países europeos englobaban al 5,41% de la población, mientras que el 6,76% había nacido en cualquier otro lugar. Según su grupo étnico, el 97,31% eran blancos, el 1,35% mestizos, y el 1,35% asiáticos. El cristianismo era profesado por el 75,69%, mientras que el 18,81% no eran religiosos y el 5,5% no marcaron ninguna opción en el censo.
115 habitantes eran económicamente activos, 111 de ellos (96,52%) empleados y 4 (3,48%) desempleados. Había 98 hogares con residentes y 5 vacíos.